# Ahmet Hadžipašić
Ahmet Hadžipašić, né le 1er juin 1952 à Cazin et mort le 23 juillet 2008 à Zenica, est un homme d'État bosnien. Il a été Premier ministre de la fédération de Bosnie-et-Herzégovine du 14 février 2003 au 30 mars 2007. Il était membre du Parti d'action démocratique.